# Hypogaleus hyugaensis
Hypogaleus hyugaensis es una especie de elasmobranquio carcarriniforme de la familia Triakidae.